# 龍廷泰
龍廷泰，四川成都县人，清朝政治人物。举人出身。
乾隆三十九年十一月，擔任清朝廣東省潮州府豐順縣知縣。后由陳德孚接任。